# Ciao (Gruß)
Ciao [tʃao̯] (eingedeutscht tschau) ist ein ursprünglich italienisches Grußwort der informellen Kommunikation, das inzwischen auch außerhalb Italiens in gleicher oder ähnlicher Bedeutung benutzt wird. Im Deutschen ist, außer teilweise in der Deutschschweiz, die Verwendung nur als Abschiedsgruß üblich und nicht als Begrüßung, während in Italien, Tschechien (tschechisiert čau) und Lettland (lettisiert čau) der Gruß in beiden Situationen verwendet wird.
Das Wort stammt aus der venezianischen Sprache, wo sčiao [ˈst͡ʃao] (Diener) dem italienischen schiavo [sˈkjaːvo] entspricht und das „ich bin Ihr Diener“ ausdrückt. Das zugrundeliegende Wort ist aus dem byzantinischen Griechisch entlehnt.
Verwandt sind die auf lateinisch servus („Sklave“) beruhenden Grußformen.